# Conti – Meine zwei Gesichter
Conti – Meine zwei Gesichter ist ein deutscher Fernsehfilm aus dem Jahr 2023. Die deutschsprachige Erstausstrahlung erfolgte am 15. April 2023 im ZDF.

## Handlung
Die Verteidigung einer bekannten Musikerin im Fall einer Kindstötung wird für die einstige Staranwältin Conti zu einem Comeback.

## Hintergrund
Der Film wurde vom 10. Juni 2022 bis zum 11. Juli 2022 in Hamburg gedreht.

## Rezeption

### Kritiken
„Manche Figuren, wie Contis kauziger Schützling Carlo […], waren vermutlich auflockernd gemeint, wirken dennoch eher unpassend. Die großen Stars der Reihe sind aber ohnehin die starken Frauencharaktere, allen voran Désirée Nosbusch, der die Rolle der anrüchigen und doch so aufrecht wirkenden Strafverteidigerin wie auf den Leib geschrieben zu sein scheint.“

### Einschaltquoten
Die Erstausstrahlung von Conti – Meine zwei Gesichter am 15. April 2023 wurde in Deutschland von 4,05 Millionen Zuschauern gesehen und erreichte einen Marktanteil von 15,3 % für das ZDF.